# Bhavani (avatar)

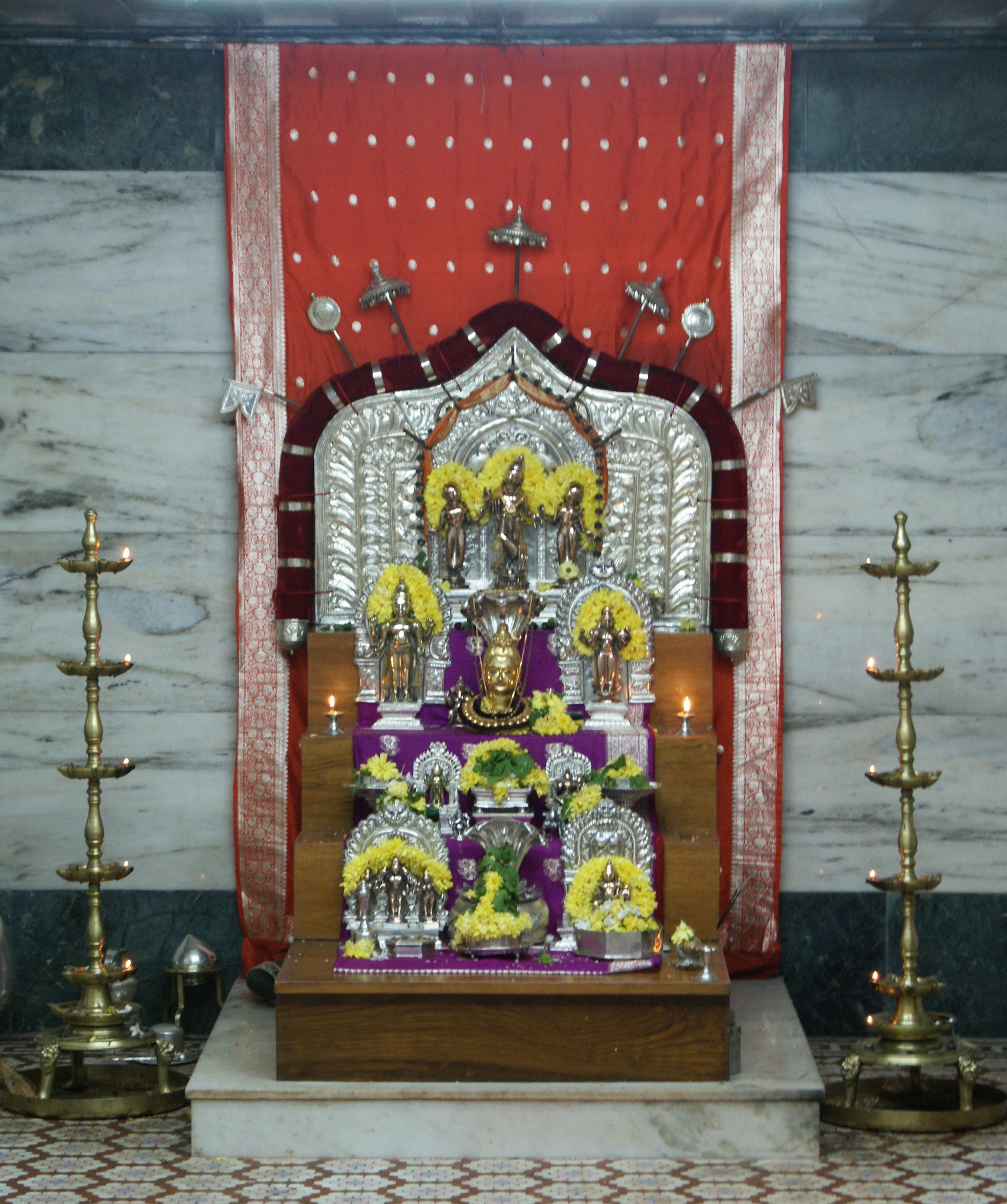
Santuario di Bhavani

Bhavani (conosciuta anche come Tulaja, Turaja, Tvarita, Amba e Jagdamba) è un avatar della dea indù Parvati. Ha una forma di Durgā ed è adorata nello stato indiano del Maharashtra, ae anche dai Gurjar del Gujarat settentrionale, nel Rajasthan occidentale e nel Punjab. Bhavani significa "chi dà la vita". É considerata la madre che aiuta i suoi devoti e inoltre ha il ruolo di dispensatrice di giustizia uccidendo i demoni Asura.